# Vallon des Caunes
Pour les articles homonymes, voir Caunes.
Le Vallon des Caunes est un ruisseau français qui coule dans le département du Var. Il prend sa source dans le massif des Maures au Roc Rigaud à 587 mètre d'altitude (commune de Bormes-les-Mimosas). Il se jette dans la Môle qui s'appelle encore à cet endroit Rivière des Campaux. 

## Affluents
Le Vallon des Caunes compte 2 affluents référencés.
- Vallon de la Gourre
- Vallon du Révérencier

## Parcours
- Bormes-les-Mimosas